# چرخ‌دنده گستران

دو چرخ‌دندهٔ گستران که چرخ‌دندهٔ چپ، چرخ‌دندهٔ سمت راست را می‌چرخاند. پیکان‌های آبی نیروهای تماس میان آن‌ها را نشان می‌دهند.

پروفیل چرخ‌دنده گُستَران یا چرخ‌دنده اینولوت (Involute) رایج‌ترین سامانهٔ چرخ‌دنده‌سازی در حال حاضر است.
این پروفیل دارای خاصیت بسیار مهم ثابت نگه داشتن نسبت سرعت بین دو چرخ‌دنده است.
در این نوع، نقطه تماس جابجا می‌شود ولی شکل گسترانِ دندانه‌های چرخ‌دنده این جابه‌جایی را جبران می‌کند.
علت نام‌گذاری این شکل به گستران اینست که زمانی که به یک دندانه از این نوع چرخ‌دنده نگاه کنیم می‌بینیم که پهنای دندانه از نوک به سوی قاعده گسترش می‌یابد.
در پروفیل دندانه‌های این نوع چرخ‌دنده، نقطه تماس از نزدیکی یکی از دندانه‌ها آغاز شده و با چرخش چرخ‌دنده نقطه تماس از آن چرخ‌دنده دور شده و به دیگری نزدیک می‌شود.
خطی که نقطه تماس دو چرخ‌دنده ایجاد می‌کند به شکل یک خط مستقیم است و معنی آن اینست که شعاع نقطه تماس با درگیر شدن دندانه‌ها بزرگتر می‌شود. شکل پروفیل دندانه چرخدنده گستران به گونه‌ای است که یک نسبت سرعت دورانی ثابت تولید می‌کند.
در طراحی چرخ‌دنده‌های سادهٔ گستران معمولاً پروفیل (نیم‌رخ) دنده به صورت متقارن طراحی می‌شود؛ ولی طراحی نامتقارن این‌گونه چرخ‌دنده‌ها هم می‌تواند مزایای زیر را داشته‌باشد:
- افزایش ظرفیت تحمل بار
- کاهش اندازه و وزن
- کاهش چشمگیر میزان ارتعاشات

## کاربرد
چرخدنده‌ها اکثراً با دو منحنی منحنی گستران یا چرخ‌زاد طراحی و ساخته می‌شوند. بهره‌گیری از منحنی گستران بیشتر برای ساخت چرخ‌دنده‌های بزرگ و نیز جاهایی که انتقال قدرت زیاد مد نظر باشد و استفاده از منحنی چرخ‌زادی بیشتر برای ساخت چرخ‌دنده‌های ظریف مانند چرخ‌دنده‌های ساعت صورت می‌گیرد.